# گوی‌محمدلی
گوی‌محمدلی (به لاتین: Göyməmmədli) یک منطقه مسکونی در جمهوری آذربایجان است که در شهرستان شمکور واقع شده است. گوی‌محمدلی ۵۷۴ نفر جمعیت دارد.